# Duke’s Tower

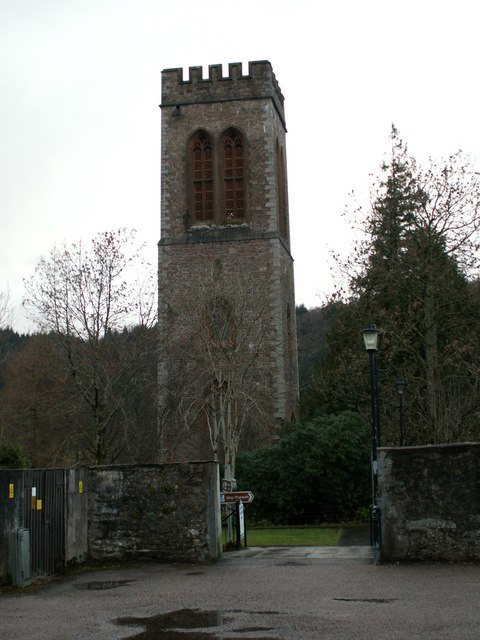
Duke’s Tower

Duke’s Tower ist der 38 m hohe Glockenturm der All-Saints-Kirche in der schottischen Stadt Inveraray. Er liegt abseits der Straße The Ave, einer der beiden Hauptstraßen der Stadt.
Nach Ende des Ersten Weltkriegs beauftragte Niall Campbell, der 10. Duke of Argyll, die Architekten Hoare und Wheeler mit der Planung des Glockenturms. Ursprünglich war vorgesehen, ihn direkt an das Kirchengebäude angrenzen zu lassen, letztlich entschied man sich jedoch, den Turm einige Meter abzusetzen. Mit dem Bau wurde im Jahre 1921 begonnen. Der Duke of Argyll spendete das aus zehn einzelnen Glocken bestehende Geläut. Nach zehnjähriger Bauzeit wurde das Gebäude fertiggestellt. 1980 wurde der Kirchturm in die schottischen Denkmallisten in der höchsten Kategorie A aufgenommen.

## Beschreibung
Duke’s Tower ist im neogotischen Stil gebaut. Er besteht aus grob behauenem Bruchstein, der als Schichtenmauerwerk verbaut wurde. Die Kanten sind mit Ecksteinen farblich abgesetzt. Im unteren Teil des Turms sind auf jeder Seite zwei farblich gestaltete Fenster übereinander angeordnet. Im darüberliegenden abgesetzten Turmabschnitt ist ein Lanzett-Zwillingsfenster je Seite zu finden. Der Turm schließt mit einem flachen Dach mit verzierten Zinnen ab.

## Geläut
|    | Name         | Gewicht [kg] | Note | Durchmesser [cm] |
| -- | ------------ | ------------ | ---- | ---------------- |
| 1  | St Moluag    | 311          | E    | 74               |
| 2  | St Columba   | 329          | D    | 77               |
| 3  | St Mundus    | 371          | C    | 84               |
| 4  | Brendan      | 433          | B    | 88               |
| 5  | St Maelrubha | 523          | A    | 95               |
| 6  | St Blaane    | 664          | G    | 104              |
| 7  | Blessed Mary | 874          | F    | 116              |
| 8  | St Murdouche | 1048         | E    | 122              |
| 9  | St Brigida   | 1461         | D    | 137              |
| 10 | St Molaise   | 2112         | C    | 152              |

In Duke’s Tower ist ein Geläut aus zehn einzelnen Glocken vorhanden. Der Auftrag zur Fertigung der Glocken wurde 1820 an die Glockengießerei John Taylor & Co im englischen Loughborough vergeben und sie wurden noch im selben Jahr gegossen. Der im November 1921 erfolgte Transport verlief problematisch, nachdem eines der Transportfahrzeug auf Höhe von Lancaster zusammenbrach. Nach Fertigstellung des Turms im Jahre 1931 wurde das Geläut im Turm installiert.
Das Geläut ist diatonisch gestimmt mit dem Grundton C. Die leichteste St Moluag genannte Glocke weist ein Gewicht von 311 kg auf. Die schwerste wiegt hingegen 2112 kg. Insgesamt handelt sich hierbei um das zweitschwerste zehnglockige Geläut der Welt nach dem der Kathedrale von Wells im englischen Wells, Somerset. Zum 50-jährigen Thronjubiläum von Königin Elisabeth II. läuteten die Glocken für die Dauer von sieben Stunden und dreizehn Minuten, wobei es sich um das längste Geläut auf schottischem Boden handelte.